# Maybelline
Maybelline LLC, verhandeld als Maybelline New York, is een Amerikaans merk van cosmetica. Het is sinds 1995 onderdeel van L'Oréal.

## Geschiedenis
Maybelline werd opgericht in 1915 door Thomas Lyle Williams. Williams zag zijn oudere zus, Mabel, een mix van vaseline en steenkool aanbrengen om haar wimpers een donker en voller uiterlijk te geven. Hij wist het mengsel aan te passen met een eenvoudige scheikundedoos, en verkocht het als "Lash-Brow-Ine". Als eerbetoon aan zijn zus werd het product later hernoemd naar Maybelline. In 1917 werd de eerste mascara geproduceerd.
In 1967 werd het bedrijf verkocht aan Plough, Inc. De productie werd verhuisd van Chicago naar Memphis binnen twee dagen. Ten slotte verhuisde het in 1975 naar Little Rock.
In 1990 verkocht Plough het bedrijf aan de investeringsmaatschappij Wasserstein Perella & Co. In 1996 werd het hoofdkantoor verhuisd naar New York. De productielijn voor make-up kwam in Brooklyn terecht.
Maybelline kreeg een flinke boost nadat actrice Lynda Carter voor het bedrijf ging werken. Zij verzorgde de afdelingen schoonheid en mode en verscheen in diverse reclames in bladen en televisie. De slogan "(Maybe she's born with it.) Maybe it's Maybelline." werd in 1991 in gebruik genomen.
Het Franse bedrijf L'Oréal nam eind 1995 Maybelline over. Het cosmeticaconcern betaalde US$ 660 miljoen inclusief een schuld van US$ 150 miljoen voor Maybelline.

## Huidige gezichten
De huidige (2019) gezichten van Maybelline zijn:
- Adriana Lima
- Christy Turlington
- Charlotte Kemp Muhl

- Emily DiDonato
- Beatriz Shantal
- Jourdan Dunn

- Gigi Hadid
- Liza Soberano
- Urassaya Sperbund